# روس أ. هال
روس أ. هال (بالإنجليزية: Ross A. Hull)‏ هو مهندس أسترالي، ولد في 1902، وتوفي في 14 سبتمبر 1938.